# Campionati europei di beach volley 2015
Il torneo dei Campionati europei di beach volley 2015 si è svolto dal 28 luglio al 2 agosto 2015 a Klagenfurt, in Austria.

## Torneo maschile

### Podio
| Pos. | Atleti                                          |
| ---- | ----------------------------------------------- |
|      | Aleksandrs Samoilovs e Jānis Šmēdiņš (LVA)      |
|      | Alex Ranghieri e Adrian Carambula (ITA)         |
|      | Reinder Nummerdor e Christiaan Varenhorst (NLD) |

## Torneo femminile

### Podio
| Pos. | Atlete                                        |
| ---- | --------------------------------------------- |
|      | Laura Ludwig e Kira Walkenhorst (DEU)         |
|      | Evgenija Ukolova e Ekaterina Chomjakova (RUS) |
|      | Kinga Kołosińska e Monika Brzostek (POL)      |